# Playoffs NBA 1958
Navigation
Playoffs 1957 Playoffs 1959
Les playoffs NBA 1958 sont les playoffs de la saison NBA 1957-1958. Ils se terminent sur la victoire des St. Louis Hawks face aux Celtics de Boston 4 matches à 2 lors des finales NBA.

## Fonctionnement
Dans chaque Division, les trois meilleures équipes sont qualifiées pour les playoffs au terme de la saison régulière. À l'Est, les équipes qualifiées sont :
1. les Celtics de Boston
2. les Nationals de Syracuse
3. les Warriors de Philadelphie

Les équipes qualifiées à l'Ouest sont :
1. les Hawks de Saint-Louis
2. les Pistons de Détroit
3. les Royals de Cincinnati

Lors des Demi-finales de Division, le deuxième affronte le troisième dans une série au meilleur des trois matches. Le gagnant rencontre alors, en Finales de Division, le premier de la Division au meilleur des sept matches. Les deux gagnants se rencontrent lors des finales NBA, qui se jouent au meilleur des sept matches.

## Classement en saison régulière
| Champion de division | Qualifié pour les playoffs | Éliminé des playoffs |

| Division Est             | V  | D  | PCT  | GB |
| ------------------------ | -- | -- | ---- | -- |
| Celtics de Boston        | 49 | 23 | .681 | -  |
| Nationals de Syracuse    | 41 | 31 | .569 | 8  |
| Warriors de Philadelphie | 37 | 35 | .514 | 12 |
| Knicks de New York       | 35 | 37 | .486 | 14 |

| Division Ouest        | V  | D  | PCT  | GB |
| --------------------- | -- | -- | ---- | -- |
| Hawks de Saint-Louis  | 41 | 31 | .569 | -  |
| Royals de Cincinnati  | 33 | 39 | .458 | 8  |
| Pistons de Détroit    | 33 | 39 | .458 | 8  |
| Lakers de Minneapolis | 19 | 53 | .264 | 22 |

## Tableau
|  | Demi-finales de Division | Demi-finales de Division | Demi-finales de Division |                          |   | Finales de Division | Finales de Division | Finales de Division |  |  | Finales NBA | Finales NBA       | Finales NBA |
|  |                          |                          |                          |                          |   |                     |                     |                     |  |  |             |                   |             |
|  |                          |                          |                          |                          |   |                     |                     |                     |  |  |             |                   |             |
|  |                          | 1                        | Celtics de Boston        | 4                        |   |                     |                     |                     |  |  |             |                   |             |
|  | Division Est             | 1                        | Celtics de Boston        | 4                        |   |                     |                     |                     |  |  |             |                   |             |
|  |                          |                          | 3                        | Warriors de Philadelphie | 1 |                     |                     |                     |  |  |             |                   |             |
|  | 3                        | Warriors de Philadelphie | 3                        | Warriors de Philadelphie | 1 | 2                   |                     |                     |  |  |             |                   |             |
|  | 3                        | Warriors de Philadelphie |                          |                          |   | 2                   |                     |                     |  |  |             |                   |             |
|  | 2                        | Nationals de Syracuse    | 1                        |                          |   |                     |                     |                     |  |  |             |                   |             |
|  |                          |                          |                          |                          |   |                     |                     |                     |  |  | E1          | Celtics de Boston | 2           |
|  |                          |                          | O1                       | Hawks de Saint-Louis     | 4 |                     |                     |                     |  |  |             |                   |             |
|  |                          |                          |                          |                          |   |                     |                     |                     |  |  |             |                   |             |
|  |                          |                          |                          |                          |   |                     |                     |                     |  |  |             |                   |             |
|  |                          | 1                        | Hawks de Saint-Louis     | 4                        |   |                     |                     |                     |  |  |             |                   |             |
|  | Division Ouest           | 1                        | Hawks de Saint-Louis     | 4                        |   |                     |                     |                     |  |  |             |                   |             |
|  |                          |                          | 3                        | Pistons de Détroit       | 1 |                     |                     |                     |  |  |             |                   |             |
|  | 3                        | Pistons de Détroit       | 3                        | Pistons de Détroit       | 1 | 2                   |                     |                     |  |  |             |                   |             |
|  | 3                        | Pistons de Détroit       |                          |                          |   | 2                   |                     |                     |  |  |             |                   |             |
|  | 2                        | Royals de Cincinnati     | 0                        |                          |   |                     |                     |                     |  |  |             |                   |             |

## Scores

### Demi-finales de Division

#### Division Est
- Warriors de Philadelphie - Nationals de Syracuse 2-1
  - 15 mars : Philadelphia @ Syracuse 82-86
  - 16 mars : Syracuse @ Philadelphia 95-93
  - 18 mars : Philadelphia @ Syracuse 101-88

#### Division Ouest
- Pistons de Détroit - Royals de Cincinnati 2-0
  - 15 mars : Cincinnati @ Detroit 93-100
  - 16 mars : Detroit @ Cincinnati 124-104

### Finales de Division

#### Division Est
- Celtics de Boston - Warriors de Philadelphie 4-1
  - 19 mars : Philadelphia @ Boston 98-107
  - 22 mars : Boston @ Philadelphia 109-87
  - 23 mars : Philadelphia @ Boston 92-106
  - 26 mars : Boston @ Philadelphia 97-111
  - 27 mars : Philadelphia @ Boston 88-93

#### Division Ouest
- St. Louis Hawks - Pistons de Détroit 4-1
  - 19 mars : Detroit @ St. Louis 111-114
  - 22 mars : St. Louis @ Detroit 99-96
  - 23 mars : Detroit @ St. Louis 109-89
  - 25 mars : St. Louis @ Detroit 145-101
  - 27 mars : Detroit @ St. Louis 96-120

### Finales NBA
- St. Louis Hawks - Celtics de Boston 4-2
  - 29 mars : St. Louis @ Boston 104-102
  - 30 mars : St. Louis @ Boston 112-136
  - 2 avril : Boston @ St. Louis 108-111
  - 5 avril : Boston @ St. Louis 109-98
  - 9 avril : St. Louis @ Boston 102-100
  - 12 avril : Boston @ St. Louis 109-110